# 猿払村

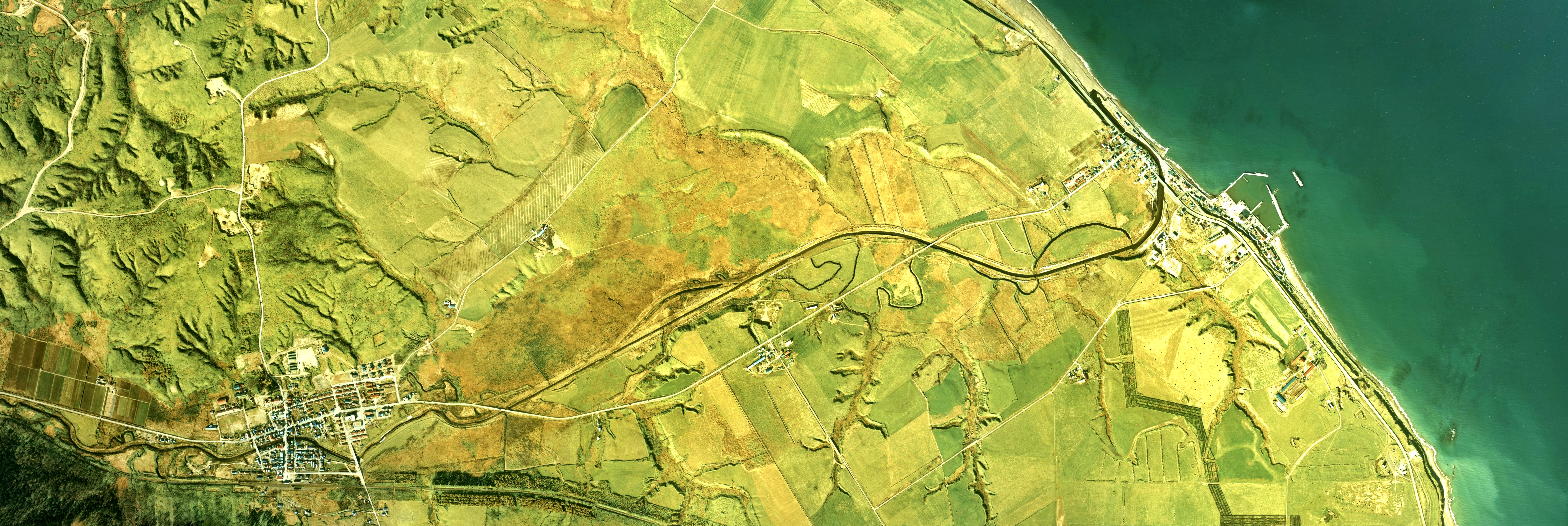
猿払村中心部周辺の空中写真。画像左側下部に村役場のある鬼志別地区。画像右側のオホーツク海に面した港は浜鬼志別港。1977年撮影の6枚を合成作成。
。

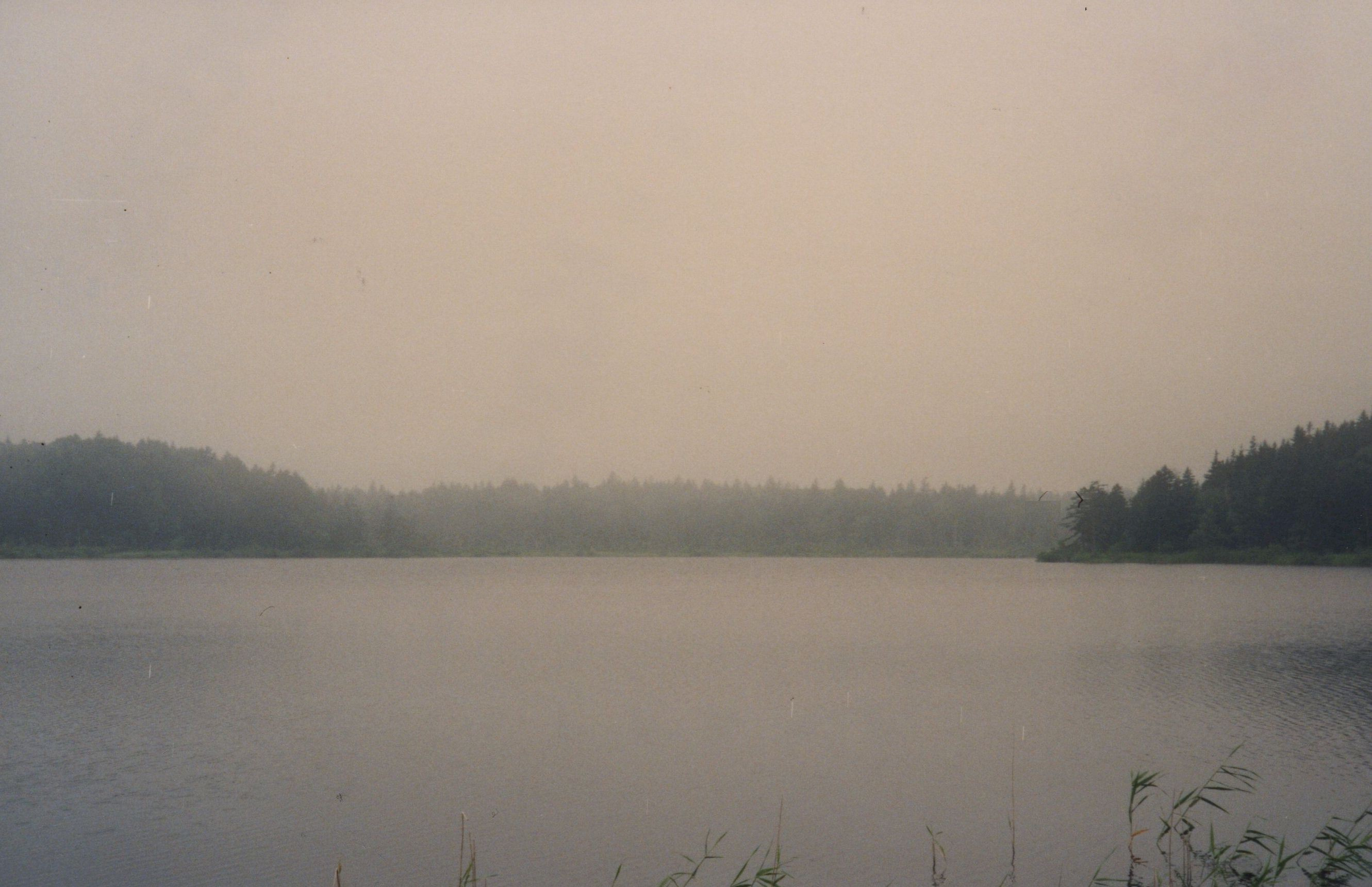
カムイト沼

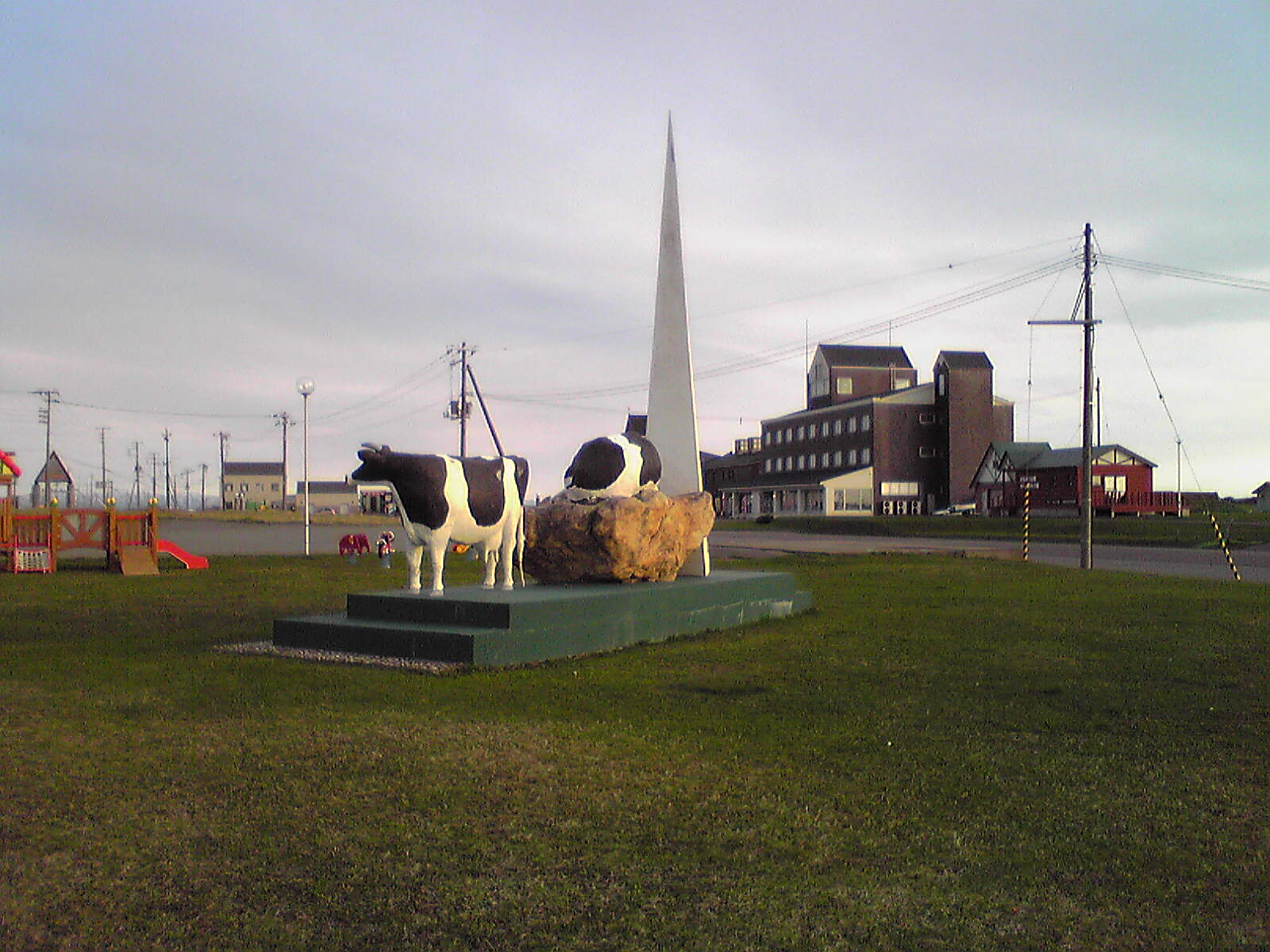
道の駅さるふつ公園

猿払村（さるふつむら）は、北海道宗谷管内北部に位置する村。オホーツク海に面する日本最北の村である。
村としては北海道で一番広く、総面積の約4割が山林となっている。また、日本有数の天然ほたて貝の水揚地でもある。

## 村名の由来
アイヌ語の「サㇽプッ (sar-put)」（葦原の・河口）から。もともとは現在の浜猿払地区付近の川口を指した地名であったが、大地名化し後に村名や河川名となったものである。

## 地理
宗谷管内のオホーツク海側に位置する。東部はオホーツク海に接する海岸が続き、国道238号が南北に縦貫する。西部は丘陵・山岳地帯。村総面積の8割が森林。
奈良県十津川村に次いで日本で2番目に面積の大きい村であり、北海道の村の中では最大、北方領土を含めた場合でも5番目に大きな村となっている。
村の最北端は知来別である。
- 山：幌尻山、エタンパック山、トキタイ山、サマキシリ山
- 河川：知来別川、鬼志別川、猿骨川、猿払川
- 湖沼：ポロ沼、カムイト沼、モケウニ沼
- 島：海馬島

### 隣接している自治体
- 宗谷総合振興局
  - 稚内市
  - 天塩郡：豊富町、幌延町
  - 枝幸郡：浜頓別町

### 気候
春は3月中旬ごろから北西の冷たく厳しい吹雪の日が少なくなり、4月には融雪が一気に進み平野部では雪が消える。5月から6月にかけては天候が安定して乾燥する。夏は7月から8月にかけ太平洋高気圧の圏内に入り気温が上がり、30℃近くまで上がることもある。しかし、オホーツク海高気圧が強まり長期間にわたって低温の湿潤な天候が続く年もある。秋は9月中旬ごろから朝夕は急激に涼しくなり山間部では紅葉が始まる。雷が発生し降水量が最も多い時期でもある。10月下旬から11月上旬にかけて初雪が観測される年がある。冬は12月末から2月ごろは猛吹雪が発生する。2月から3月にかけて流氷が接岸すると冷え込みが強くなり、-20℃を下回る日もある。
浜鬼志別にあるアメダスは1978年10月に統計を開始した。最高気温の極値は2000年7月31日の32.7℃、最低気温の極値は1986年2月4日の-27.2℃。平年値で冬日の年間日数は159.8日、真冬日84.7日。夏日13.7日、真夏日0.6日。猛暑日や熱帯夜を観測したことはない。
降水量は7月から11月にかけて多く、10月から2月にかけて雪または雨の降る日が多い。平年値で年間降雪量780 cm、年間の最深積雪（1983年10月統計開始）は75 cm。最深積雪の極値は1998年2月5日の118 cm。日照時間（1987年10月統計開始）は11月から1月にかけて少なくなる。最大風速の極値は2007年1月7日の24 m/s（風向：北）、最大瞬間風速の極値（2008年9月統計開始）は2021年2月16日の33.4 m/s（風向：西南西）。
| 浜鬼志別（1991年 - 2020年、猿払村）の気候                     | 浜鬼志別（1991年 - 2020年、猿払村）の気候 | 浜鬼志別（1991年 - 2020年、猿払村）の気候 | 浜鬼志別（1991年 - 2020年、猿払村）の気候 | 浜鬼志別（1991年 - 2020年、猿払村）の気候 | 浜鬼志別（1991年 - 2020年、猿払村）の気候 | 浜鬼志別（1991年 - 2020年、猿払村）の気候 | 浜鬼志別（1991年 - 2020年、猿払村）の気候 | 浜鬼志別（1991年 - 2020年、猿払村）の気候 | 浜鬼志別（1991年 - 2020年、猿払村）の気候 | 浜鬼志別（1991年 - 2020年、猿払村）の気候 | 浜鬼志別（1991年 - 2020年、猿払村）の気候 | 浜鬼志別（1991年 - 2020年、猿払村）の気候 | 浜鬼志別（1991年 - 2020年、猿払村）の気候 |
| 月                                                            | 1月                                       | 2月                                       | 3月                                       | 4月                                       | 5月                                       | 6月                                       | 7月                                       | 8月                                       | 9月                                       | 10月                                      | 11月                                      | 12月                                      | 年                                        |
| ------------------------------------------------------------- | ----------------------------------------- | ----------------------------------------- | ----------------------------------------- | ----------------------------------------- | ----------------------------------------- | ----------------------------------------- | ----------------------------------------- | ----------------------------------------- | ----------------------------------------- | ----------------------------------------- | ----------------------------------------- | ----------------------------------------- | ----------------------------------------- |
| 最高気温記録 °C （°F）                                        | 6.2 (43.2)                                | 12.0 (53.6)                               | 14.5 (58.1)                               | 22.7 (72.9)                               | 27.6 (81.7)                               | 28.3 (82.9)                               | 32.7 (90.9)                               | 32.4 (90.3)                               | 30.8 (87.4)                               | 23.4 (74.1)                               | 18.3 (64.9)                               | 11.1 (52)                                 | 32.7 (90.9)                               |
| 平均最高気温 °C （°F）                                        | −3.2 (26.2)                               | −2.9 (26.8)                               | 0.9 (33.6)                                | 7.1 (44.8)                                | 12.2 (54)                                 | 15.2 (59.4)                               | 19.1 (66.4)                               | 21.7 (71.1)                               | 19.7 (67.5)                               | 13.7 (56.7)                               | 5.5 (41.9)                                | −0.9 (30.4)                               | 9.0 (48.2)                                |
| 日平均気温 °C （°F）                                          | −5.9 (21.4)                               | −6.0 (21.2)                               | −2.1 (28.2)                               | 3.5 (38.3)                                | 8.2 (46.8)                                | 11.8 (53.2)                               | 15.9 (60.6)                               | 18.4 (65.1)                               | 15.5 (59.9)                               | 9.4 (48.9)                                | 2.2 (36)                                  | −3.5 (25.7)                               | 5.6 (42.1)                                |
| 平均最低気温 °C （°F）                                        | −9.8 (14.4)                               | −10.9 (12.4)                              | −6.5 (20.3)                               | −0.5 (31.1)                               | 4.4 (39.9)                                | 8.5 (47.3)                                | 13.1 (55.6)                               | 15.2 (59.4)                               | 10.8 (51.4)                               | 4.5 (40.1)                                | −1.5 (29.3)                               | −7.0 (19.4)                               | 1.7 (35.1)                                |
| 最低気温記録 °C （°F）                                        | −26.6 (−15.9)                             | −27.2 (−17)                               | −23.9 (−11)                               | −12.2 (10)                                | −5.6 (21.9)                               | −2.2 (28)                                 | 1.7 (35.1)                                | 5.2 (41.4)                                | 0.5 (32.9)                                | −4.6 (23.7)                               | −13.2 (8.2)                               | −18.1 (−0.6)                              | −27.2 (−17)                               |
| 降水量 mm （inch）                                            | 61.1 (2.406)                              | 42.7 (1.681)                              | 45.1 (1.776)                              | 42.7 (1.681)                              | 62.5 (2.461)                              | 63.0 (2.48)                               | 109.2 (4.299)                             | 125.7 (4.949)                             | 119.6 (4.709)                             | 118.0 (4.646)                             | 110.6 (4.354)                             | 91.2 (3.591)                              | 995.0 (39.173)                            |
| 降雪量 cm （inch）                                            | 205 (80.7)                                | 161 (63.4)                                | 126 (49.6)                                | 18 (7.1)                                  | 0 (0)                                     | 0 (0)                                     | 0 (0)                                     | 0 (0)                                     | 0 (0)                                     | 1 (0.4)                                   | 75 (29.5)                                 | 196 (77.2)                                | 780 (307.1)                               |
| 平均降水日数 （≥1.0 mm）                                      | 17.9                                      | 13.4                                      | 12.7                                      | 9.7                                       | 9.6                                       | 9.3                                       | 9.8                                       | 10.0                                      | 12.4                                      | 15.3                                      | 17.6                                      | 18.8                                      | 156.6                                     |
| 平均月間日照時間                                              | 68.4                                      | 97.9                                      | 149.2                                     | 179.8                                     | 177.1                                     | 139.0                                     | 119.1                                     | 141.6                                     | 175.7                                     | 146.5                                     | 79.7                                      | 61.2                                      | 1,530.3                                   |
| 出典1：理科年表                                               |                                           |                                           |                                           |                                           |                                           |                                           |                                           |                                           |                                           |                                           |                                           |                                           |                                           |
| 出典2：気象庁（平均値：1991年 - 2020年、極値：1978年 - 現在） |                                           |                                           |                                           |                                           |                                           |                                           |                                           |                                           |                                           |                                           |                                           |                                           |                                           |

## 歴史
- 江戸時代中期頃より、松前藩管理の場所請負制による漁場が開設される。
- 1878年（明治11年）、北見国宗谷郡に6か村が設定される。
- 1882年（明治15年）、廃使置県にともない札幌県に移管。
- 1919年（大正8年）11月、浜頓別 - 浅茅野に鉄道敷設。
- 1920年（大正9年）11月、浅茅野 - 鬼志別が開通。
- 1922年（大正11年）11月、鬼志別 - 稚内が開通し、宗谷本線（後の天北線）となる。
- 1924年（大正13年）10月、宗谷村（現稚内市の一部）から分村し、猿払村として二級町村制を施行。なお猿払村は1909年に宗谷村に合併しており、元に戻った形である。
- 1934年（昭和9年）12月、樺太との間に海底ケーブルが敷設、浜猿払に中継所が設置され[6]、本州との間で電話が開通。
- 1939年（昭和14年）12月12日、ソ連船「インディギルカ号」が浜鬼志別沖合で座礁。多数の死傷者を出すものの、村民により多くの人命が救助される[7]。
- 1942年（昭和17年）6月、大日本帝国陸軍航空本部浅茅野飛行場建設工事開始。第一、第二飛行場ともに1944年末に完成。勤労奉仕の村民が多数動員される。
- 1947年（昭和22年）、終戦後の引揚者の入植などにより、内陸地の戦後開拓が進む。産業では炭鉱、林業（王子製紙）、酪農が中心。
- 1953年（昭和28年）8月8日、猿払村沖でソ連船「ラズエズノイ号」による領海侵犯（ラズエズノイ号事件）。
- 1954年（昭和29年）頃よりニシン水揚が激減。沖合のホタテ漁も乱獲により衰退し、漁民の多くが経済的困窮により離村を余儀なくされる。
- 1963年（昭和38年）から1967年（昭和42年）にかけて炭鉱の閉山が相次ぐ。林業も衰退し、酪農を除いた村内の産業経済が完全に停滞。当時は「貧乏見たけりゃ猿払へ行きな」と言われるほどのありさまであり、住民の生活は困窮を極める。
- 1967年（昭和42年）1月、村内の鬼志別郵便局の職員が第31回衆議院議員総選挙の選挙ポスターの掲示・配布を行う。この行為が国家公務員の政治活動として処罰されたことに関して最高裁まで争われ、憲法学上の重要事件の1つとなった（猿払事件）。
- 1971年（昭和46年）、猿払村漁業協同組合10年計画による初のホタテ稚貝放流事業を実施。以降、巨額を投じてホタテ放流事業に村の復興を賭ける。
- 1979年（昭和54年）、故障したモーターボートに乗ったソ連人が浜鬼志別港に漂着。空に向かって銃を発砲したため稚内警察署に逮捕された。後にカモ猟をしていて北海道まで流され、警察を呼ぶために故意に発砲したと供述[8]。
- 1981年（昭和56年）、ホタテ漁業造成事業を終了。以後、計画的な稚貝放流と徹底した資源管理によりホタテ水揚を維持することとなる。これにより、村は宗谷支庁（現・宗谷総合振興局）内高所得者の6割を抱える、全国でも有数の高所得自治体となった。
- 1983年（昭和58年）、大韓航空機撃墜事件により、村内海岸に遺体や漂流物など多数漂着。
- 1989年（平成元年）5月1日、天北線が廃止されバスに転換、村内から鉄道がなくなる。
- 1994年（平成6年）7月10日、開村70周年記念式典挙行。
- 2019年（令和元年）、村の沖合にある無人島、エサンベ鼻北小島の海没が確認される[9]。

## 行政

### 歴代村長
特記なき場合『村勢要覧資料編2019』による。
| 代               | 氏名             | 就任             | 退任             | 備考                 |
| 猿払村長（官選） | 猿払村長（官選） | 猿払村長（官選） | 猿払村長（官選） | 猿払村長（官選）     |
| ---------------- | ---------------- | ---------------- | ---------------- | -------------------- |
| 1                | 宮崎喜一郎       | 大正13年1月1日   | 昭和6年4月14日   |                      |
| 2                | 太田誠八郎       | 昭和6年4月14日   | 昭和7年3月24日   |                      |
| 3                | 渡辺嘉蔵         | 昭和7年3月24日   | 昭和19年11月19日 |                      |
| 4                | 東田与三郎       | 昭和19年11月19日 | 昭和21年11月7日  |                      |
| 猿払村長（公選） |                  |                  |                  |                      |
| 5                | 工藤政雄         | 昭和22年4月5日   | 昭和22年7月6日   |                      |
| 6                | 佐藤貞雄         | 昭和22年8月22日  | 昭和32年11月4日  |                      |
| 7                | 朝日春吉         | 昭和32年12月9日  | 昭和44年12月2日  |                      |
| 8                | 笠井勝雄         | 昭和44年12月3日  | 平成13年12月2日  |                      |
| 9                | 森和正           | 平成13年12月3日  | 平成21年12月2日  |                      |
| 10               | 巽昭             | 平成21年12月3日  | 平成25年12月2日  | 村政初の民間出身首長 |
| 11               | 伊藤浩一         | 平成25年12月3日  | 現職             |                      |

### 村議会
- 定数は8人[11]

### 市町村合併について
2000年9月5日に「北海道市町村合併推進要綱」が策定された。この中で「猿払村・浜頓別町・中頓別町」の合併パターンが示された。
2003年12月1日に稚内市・豊富町との間で「宗谷北部3市町村任意合併協議会」（後の「宗谷北部地域任意合併協議会」、2004年3月13日に礼文町が加入）を設置したが、2004年4月23日に離脱。
2004年4月25日に浜頓別町・中頓別町の法定協議会に加入し、2004年6月に行われた3町村合併に関する住民アンケート（世帯対象）では「積極的に進める」30%、「どちらかといえば進める」38.5%、「どちらかといえば必要ない」9.2%、「必要ない」8.1%、「わからない」13.4%という結果となった。しかし、2004年11月8日に合併協議からの離脱を表明し、2004年11月12日に協議会離脱案を可決。その後、2005年2月28日に協議会が解散。
2006年7月31日に「北海道市町村合併推進構想」が策定された。この中で、構想対象市町村の組み合わせとして「稚内市・猿払村・豊富町」が示された。

## 経済

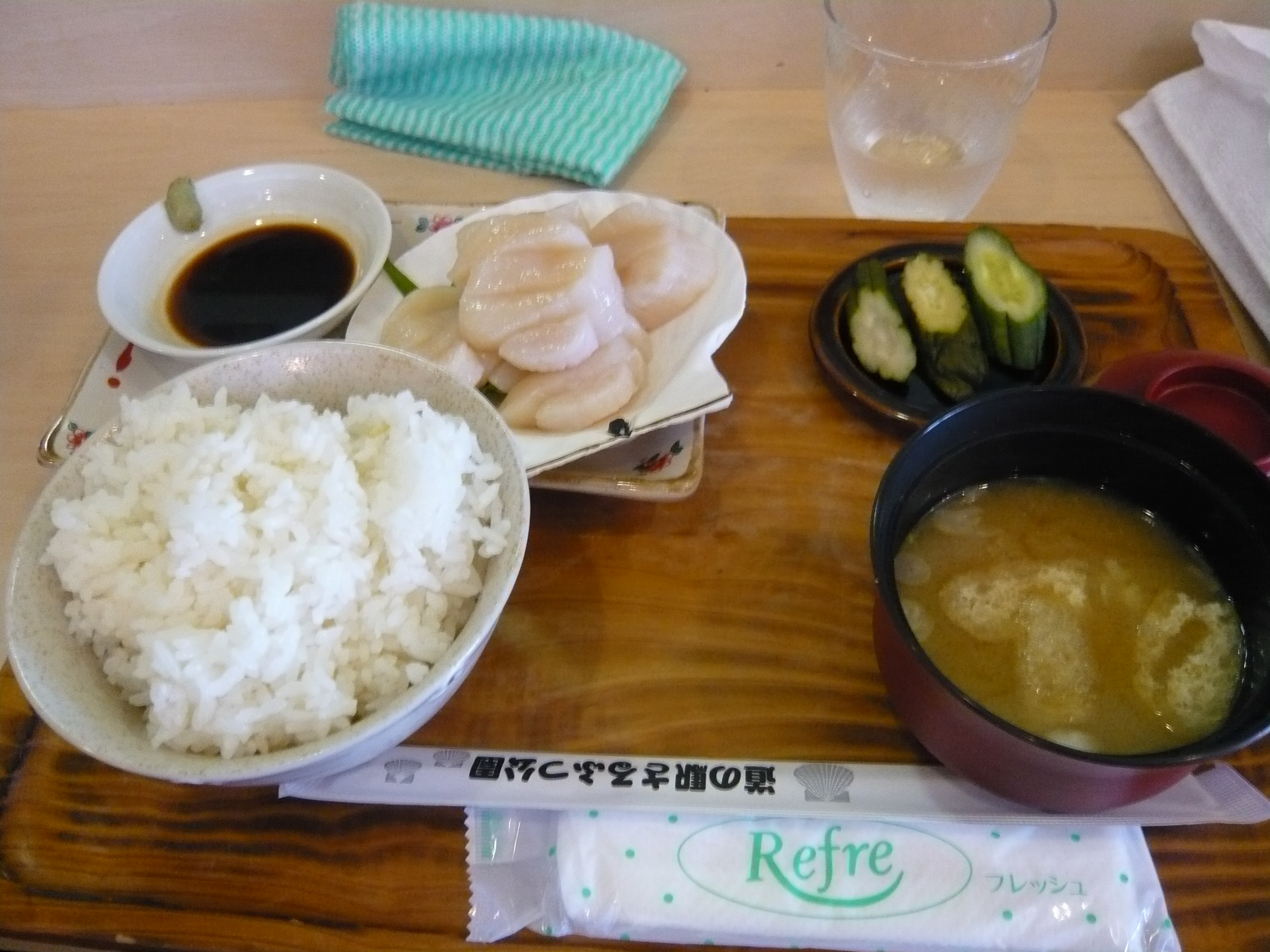
道の駅さるふつ公園のほたて定食。ホタテは猿払村の名物であり主産業である。

### 産業
漁業と酪農が盛ん。特にホタテの漁獲量は日本一である。古くからホタテの好漁場であり、明治時代にも香港に輸出されるなどしたが、濫獲により資源が消滅。戦後まもなくは天北炭田の採炭と林業によって栄えたが、これが衰退すると村は疲弊、一部の権力者による密漁が横行し、道内管区から目を付けられる事態であった。そこで村の興亡を賭けて、元来の産業であったホタテ漁の再興に取り組み、これが軌道に乗り、加工業も盛んになった。現在も稚貝の放流、害敵の駆除など、徹底した資源管理を行っている。特徴的なのは、船主が乗組員を雇用して船主の基準で儲けを分配するのではなく、漁協の組合員全員が平等に分配を受けるシステムであることで、これによって組合員が高収入を得ることにつながっている。ホタテ漁師は世襲制であり、移住希望者が同職につくことはできない。
ホタテ漁師が高収入を得ていることから、2023年度の村民平均所得は約732万円と日本の平均所得を大きく超えており、村にはホタテ御殿と呼ばれる豪邸が建ち並んでいる。その一方でホタテ加工場の労働者時給は2017年時点で最低賃金の786円であり、人手不足が深刻な問題となっている。

### 農協・漁協
- 東宗谷農業協同組合（JAひがし宗谷）猿払支所
- 猿払村漁業協同組合

### 金融機関
- 稚内信用金庫鬼志別支店

### 郵便局
- 鬼志別郵便局（集配局）
- 浅茅野郵便局（集配局）
- 浜鬼志別郵便局
- 知来別郵便局
- 猿払簡易郵便局
- 小石簡易郵便局

## 公共機関

### 警察
- 稚内警察署鬼志別駐在所
- 稚内警察署知来別駐在所

## 国家機関

### 防衛省
- 陸上自衛隊鬼志別演習場 - 日本最北端の自衛隊演習場。
  - 名寄駐屯地業務隊鬼志別管理班

かつて、村内浅茅野地区に日本陸軍浅茅野飛行場が設置された。現在はバス停車場に「飛行場前」の名をとどめている。

## 姉妹都市・提携都市

### 日本国外
- 姉妹都市
  -  オジョールスキィ村（ロシア・サハリン州、旧樺太大泊郡長浜村）

### 国内
- 友好都市
  - 内灘町（石川県）
    - 1892年（明治25年）頃に更なる漁場を求め北海道の地を訪れた内灘の漁民が、猿払村にてホタテの貝場を開拓し八尺網漁法を普及させたことにより、今日の猿払村ホタテ漁の礎を築いたことから[15]。

## 地域

### 人口
前述の通り、村民の平均所得が高く、村の財政状態も比較的健全なことから、道北地方の他の自治体と比較すると人口減は穏やかである。
| |                                        |  |
| 猿払村と全国の年齢別人口分布（2005年） | 猿払村の年齢・男女別人口分布（2005年） |  |
| ■紫色 ― 猿払村 ■緑色 ― 日本全国 | ■青色 ― 男性 ■赤色 ― 女性              |  |
| 猿払村（に相当する地域）の人口の推移 \| 1970年（昭和45年） \| 4,818人 \| \| \| 1975年（昭和50年） \| 3,552人 \| \| \| 1980年（昭和55年） \| 3,358人 \| \| \| 1985年（昭和60年） \| 3,374人 \| \| \| 1990年（平成2年） \| 3,206人 \| \| \| 1995年（平成7年） \| 3,121人 \| \| \| 2000年（平成12年） \| 2,980人 \| \| \| 2005年（平成17年） \| 2,940人 \| \| \| 2010年（平成22年） \| 2,825人 \| \| \| 2015年（平成27年） \| 2,684人 \| \| \| 2020年（令和2年） \| 2,611人 \| \| |                                        |  |
| 総務省統計局 国勢調査より |                                        |  |
| 1970年（昭和45年） | 4,818人                                |  |
| 1975年（昭和50年） | 3,552人                                |  |
| 1980年（昭和55年） | 3,358人                                |  |
| 1985年（昭和60年） | 3,374人                                |  |
| 1990年（平成2年） | 3,206人                                |  |
| 1995年（平成7年） | 3,121人                                |  |
| 2000年（平成12年） | 2,980人                                |  |
| 2005年（平成17年） | 2,940人                                |  |
| 2010年（平成22年） | 2,825人                                |  |
| 2015年（平成27年） | 2,684人                                |  |
| 2020年（令和2年） | 2,611人                                |  |

### 消滅集落
2015年国勢調査によれば、以下の集落は調査時点で人口0人の消滅集落となっている。
- 猿払村 - 上猿払

### 教育
- 中学校
  - 猿払村立拓心中学校
  - 猿払村立浜猿払中学校（1983年閉校）
  - 猿払村立鬼志別中学校（1985年閉校）
  - 猿払村立知来別中学校（1985年閉校）
- 小学校
  - 猿払村立浅茅野小学校
  - 猿払村立鬼志別小学校
  - 猿払村立知来別小学校
  - 猿払村立浜鬼志別小学校
  - 猿払村立石炭別小学校（1968年閉校）
  - 猿払村立芦野小学校栄分校（1971年閉校）
  - 猿払村立上猿払小学校（1972年閉校）
  - 猿払村立小石小学校（1981年閉校）
  - 猿払村立猿払小学校（2001年閉校）
  - 猿払村立浜猿払小学校（2015年閉校）
  - 猿払村立芦野小学校（2017年閉校）
  - 猿払村立狩別小中学校（閉校）

## 交通

### 空港
- 稚内空港（稚内市）- 鬼志別より内陸の道道を経由して約40分のアクセス。

### 鉄道路線
村内を鉄道路線は通っていない。鉄道を利用する場合の最寄り駅は、JR北海道宗谷本線の南稚内駅あるいは音威子府駅。

#### 廃止された鉄道路線
かつては天北線が通っていたが、1989年に廃止されている。
- 村内の廃駅：安別駅 - 飛行場前駅 - 浅茅野駅 - 猿払駅 - 芦野駅 - 鬼志別駅 - 小石駅

### バス
- 宗谷バス
  - 天北宗谷岬線 - JR天北線廃止代替
    - 苗太路 - 知来別学校前 - 鬼志別ターミナル - 浜鬼志別 - 芦野 - 猿払 - 浜猿払 - 浅茅野 - 飛行場前 - 安別

  - 特急天北号 - 名寄・旭川方面
- 猿払村乗合タクシー：鬼志別 - 小石地区

### 道路

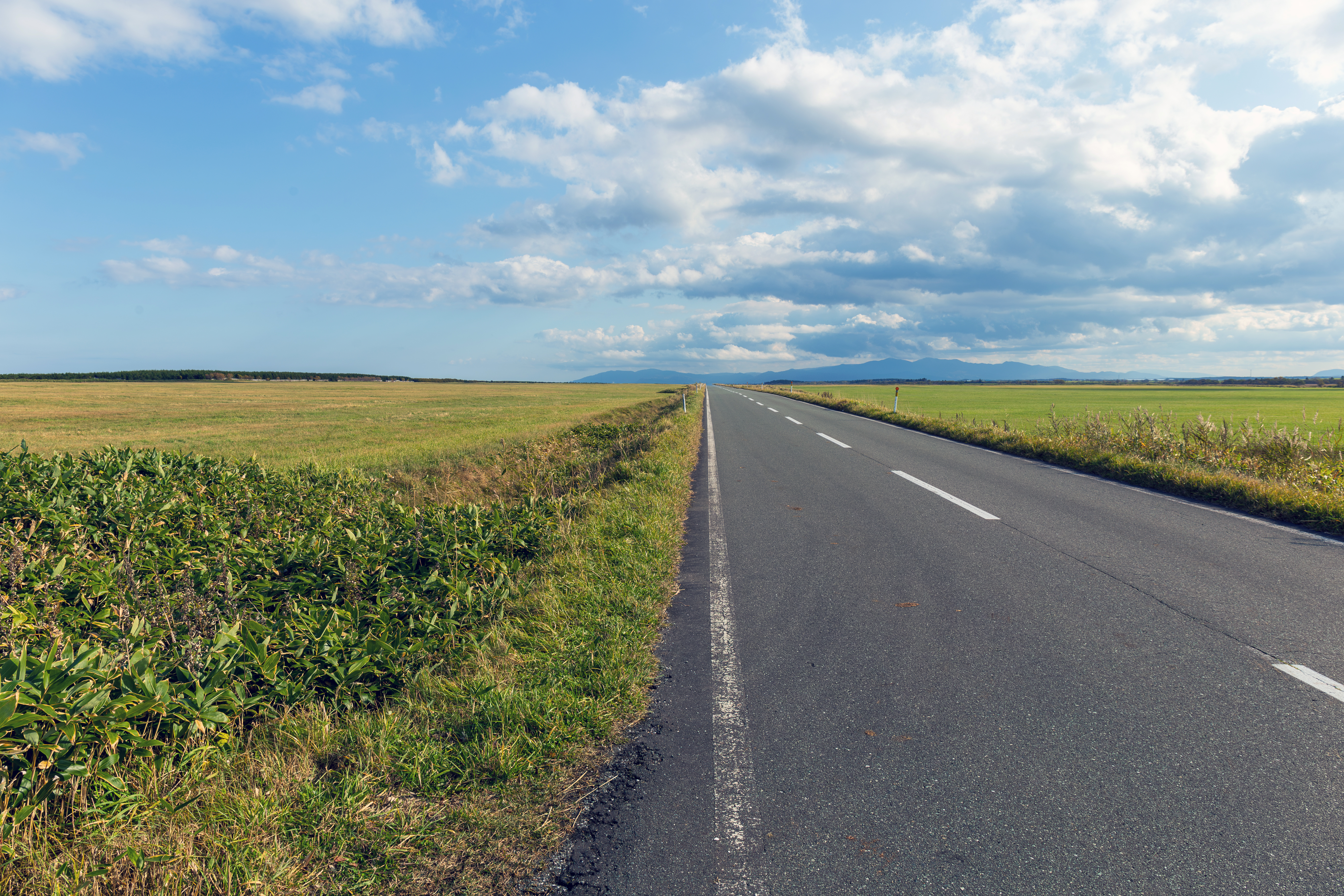
猿払村道エサヌカ線

- 高速道路
  - なし
- バイパス
  - なし
- 一般国道
  - 国道238号（オホーツクライン）
- 都道府県道
  - 北海道道84号豊富浜頓別線
  - 北海道道138号豊富猿払線
  - 北海道道443号鬼志別停車場線
  - 北海道道584号猿払停車場線
  - 北海道道585号狩別猿払停車場線
  - 北海道道710号浅茅野台地浜頓別線
  - 北海道道732号上猿払浅茅野線
  - 北海道道889号上猿払清浜線
  - 北海道道1089号猿払鬼志別線
  - 北海道道1120号浜鬼志別港線
- 村道
  - エサヌカ線

オホーツク海沿いに走る、区間延長約16 kmの道路。宗谷岬から国道238号を南下して約40 kmの位置にエサヌカ線の北端があり、南端は浜頓別町へ至る。90度カーブが2か所ありクランク状になっている部分を挟み、北に約4 km、南に約8 kmの直線道路が延びる。全線に渡って沿道にガードレールや電柱はなく、北東側の直線路は海岸線に近い原生花園の中を貫き、また南東側の直線路の周辺には平坦な牧草地が広がるのみで、開放的な風景が広がる[17][18]。
- 道の駅
  - さるふつ公園

## 名所・旧跡・観光スポット・祭事・催事

### 祭事
- インディギルカ号遭難者慰霊祭
- さるふつ観光祭り（7月）

### 観光
- エサヌカ原生花園
- ポロ沼、カムイト沼、モケウニ沼（北オホーツク道立自然公園）
- イトウ釣り - 猿払川、カムイト沼、ポロ沼
- 北オホーツクサイクリングロード（JR天北線跡）
- さるふつ温泉

## 出身人物
- 世永聖奈 - 北海道放送アナウンサー、元さくらんぼテレビジョン